# 아이스박스

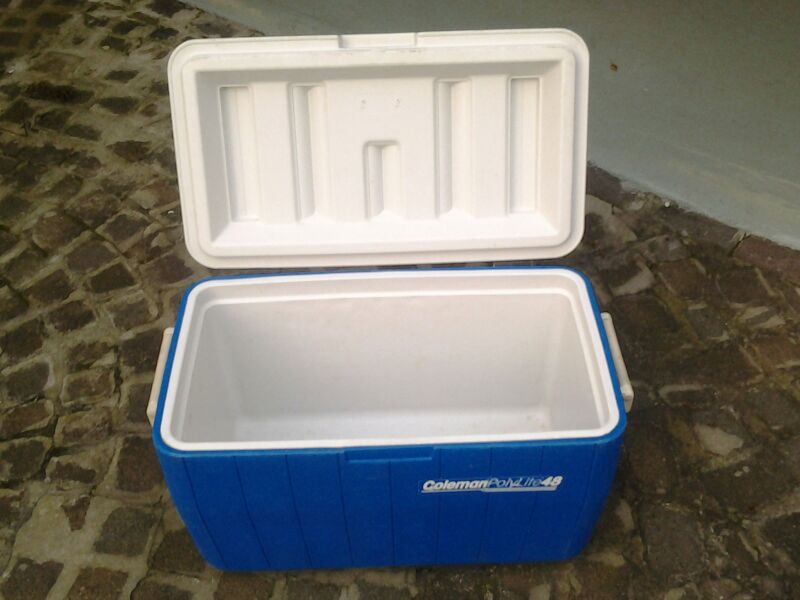
콜먼의 아이스박스

아이스박스(icebox or cold closet)는 식품 등을 차갑게 보관하기 위한 용기이다.
내용물을 시원하게 유지하기 위해 드라이 아이스 또는 아이스 팩을 넣어 사용한다. 아이스박스는 종종 소풍, 휴가 또는 휴일에 야외로 가져간다. 
이것들은 일반적으로 플라스틱의 내부 및 외부 쉘로 만들어지며 그 사이에 단단한 폼이 있다. 작은 개인용부터 바퀴가 달린 대가족용까지 크기가 다양하다. 일회용 컵은 약 2cm 또는 1인치 두께의 폴리스티렌 폼(예: 일회용 커피 컵)으로만 만들어진다. 대부분의 재사용 가능한 제품에는 성형 손잡이가 있다. 써멀 백, 쿨러 백 또는 쿨 백은 개념상 매우 유사하지만 일반적으로 더 작고 단단하지 않다.

## 같이 보기
- 보온병
- 셀라레트